# Клаше ван дер Вал
Клаше ван дер Вал (нід. Klaasje van der Wal; 1 лютого 1949, Гаага — 12 лютого 2018) — голландський гітарист та басист, який отримав популярність як басист групи Shocking Blue.